# 內華達鎮區 (伊利諾伊州利文斯頓縣)
內華達鎮區（英語：Nevada Township）是位於美國伊利諾伊州利文斯頓縣的一個行政鎮區。

## 地方資料
根據2010年美國人口普查的數據，內華達鎮區的面積為94.60平方千米，當中陸地面積為94.60平方千米，而水域面積為0.00平方千米。當地共有人口220人，而人口密度為每平方千米2.33人。